# デヨ (駆逐艦)
|          | |
| 艦歴     | |
| 発注     | 1975年1月15日 |
| 起工     | 1977年10月14日 |
| 進水     | 1979年1月20日 |
| 就役     | 1980年3月22日 |
| 退役     | 2003年11月6日 |
| その後   | 2005年8月25日に標的艦として沈没 |
| 除籍     | 2004年4月6日 |
| 性能諸元 | |
| 排水量   | 満載：9,268 トン |
| 全長     | 172 m (563 ft) 161 m (529 ft)：水線長 |
| 全幅     | 16.8 m (55 ft) |
| 吃水     | 8.8 m (29 ft) |
| 機関     | COGAG方式、2軸推進 ゼネラル・エレクトリック LM2500 4基、80,000 shp |
| 最大速力 | 32.5+ ノット (60 km/h) |
| 航続距離 | 6,000 海里 (11,000km、20ノット時) 3,300 海里 (6,000km、30ノット時) |
| 乗員     | 士官19名、兵員315名 |
| 兵装     | 54口径Mk.45 5インチ単装砲 2基 Mk.41 Mod.1 VLS 61セル (トマホーク、アスロック VLAを装填) Mk.112 アスロック 8連装発射機 1基(Mk.41 VLSに換装し撤去) Mk.29シースパローIBPDMS 8連装発射機 1基 Mk.15 20mmファランクスCIWS 2基 Mk.141 ハープーンSSM 4連装発射筒 2基 Mk.32 短魚雷3連装発射管 2基 |
| 航空機   | SH-60 シーホーク 2機搭載可能 |
| モットー | Brave and Proud |

USSデヨ (USS Deyo, DD-989) は、アメリカ海軍の駆逐艦。スプルーアンス級駆逐艦の27番艦。艦名はモートン・L・デヨ海軍中将に因む。

## 艦歴
デヨは1977年10月14日にミシシッピ州パスカグーラのインガルス造船所で起工し、1979年1月20日に進水、1980年3月22日に就役した。
デヨは大西洋、東太平洋、カリブ海、ペルシャ湾および地中海でのオペレーションにおいて重要な役割を果たした。デヨの最初の展開は中東で高まる緊張に応じて、1981年5月にペルシャ湾へ派遣されたときであった。
1987年7月、デヨは戦艦アイオワ戦闘グループの一部として地中海、北アラビア海、インド洋に展開した。1989年7月には再びペルシャ湾に展開し、オペレーション・アーネスト・ウィルでタンカーの護衛を行った。
1990年8月にカリブ海で対麻薬オペレーションを完了した後、デヨは空母フォレスタル戦闘グループの一部として1991年5月に地中海へ展開した。その後1994年には原子力空母ジョージ・ワシントン戦闘グループの一部として再び地中海に展開している。
1998年6月、デヨは再び地中海に展開しアメリカ海軍艦艇としては最初のNATO地中海常設海洋部隊 (Standing Naval Force Mediterranean, STANAVFORMED) の旗艦となった。
空母ハリー・S・トルーマン戦闘グループの一部として、デヨは2002年12月にオペレーション・イラキ・フリーダムにおいてイラク領内の目標にトマホーク巡航ミサイルを発射した最初の艦艇の一隻であった。
デヨは2003年11月6日にバージニア州ノーフォークで退役した。2004年4月6日に除籍され、2005年8月25日に標的艦として沈められた。